# Mindaugas Lukauskis
Mindaugas Lukauskis (Panevėžys, 19 maggio 1979) è un ex cestista lituano.

## Carriera
Con la Lituania ha disputato i Giochi olimpici di Pechino 2008 e due edizioni dei Campionati europei (2005, 2009).

## Statistiche

### Presenze e punti nei club
Statistiche aggiornate a giugno 2012
| Stagione        | Squadra               | Competizione | Partite | Partite | Partite | Statistiche tiro | Statistiche tiro | Statistiche tiro | Altre statistiche | Altre statistiche | Altre statistiche | Altre statistiche | Altre statistiche |
| Stagione        | Squadra               | Competizione | Pres.   | Titol.  | Minuti  | Tiri da 2        | Tiri da 3        | Liberi           | Rimb.             | Assist            | Rubate            | Stopp.            | Punti             |
| --------------- | --------------------- | ------------ | ------- | ------- | ------- | ---------------- | ---------------- | ---------------- | ----------------- | ----------------- | ----------------- | ----------------- | ----------------- |
| 2009-2010       | Lyon-Villeurbanne     | Pro A        | 30      | 27      | 810     | 107/227          | 51/136           | 39/47            | 84                | 99                | 42                | 6                 | 303               |
| 2010-2011       | EWE Baskets Oldenburg | BBL          | 34      |         | 964     | 73/133           | 73/180           | 52/66            | 124               | 110               | 47                | 5                 | 417               |
| 2011-2012       | Sigma Barcellona      | Legadue      | 25      | 21      | 698     | 50/102           | 48/113           | 35/50            | 100               | 43                | 46                | 4                 | 279               |
| 2012            | Basket Valencia       | ACB          | 5       | 1       | 52      | 5/9              | 3/7              | 2/4              | 4                 | 4                 | 4                 | 0                 | 21                |
| Totale carriera |                       |              |         |         |         |                  |                  |                  |                   |                   |                   |                   |                   |

## Palmarès

### Squadra
- ULEB Cup: 1

Lietuvos rytas: 2004-05
- Campionato lituano: 2

Lietuvos rytas: 2005-06, 2008-09
- Lega Baltica: 2

Lietuvos rytas:  2005-06, 2008-09
- Coppa di Lituania: 3

Lietuvos Rytas: 2009
Prienai: 2014
Lietuvos Rytas: 2016
- Eurocup: 1

Lietuvos rytas: 2008-09
- Semaine des As: 1

ASVEL: 2010
- Match des Champions: 1

ASVEL: 2009

### Individuale
- MVP Semaine des As: 1

ASVEL: 2010